# Юдерсдорф
Юдерсдорф (нім. Üdersdorf) — громада в Німеччині, розташована в землі Рейнланд-Пфальц. Входить до складу району Вульканайфель. Складова частина об'єднання громад Даун.
Площа — 17,47 км2. Населення становить 1089 ос. (станом на 31 грудня 2020).